# Lulu (Kuhlau)
Lulu, op. 65, és una òpera en tres actes composta per Friedrich Kuhlau sobre un llibret en danès de Carl Christian Frederik Güntelberg, basat en Lulu, oder die Zauberflöte de Christoph Martin Wieland. S'estrenà al Teatre Königliches de Copenhaguen el 29 d'octubre de 1824.

## Origen i context
La meitat de la considerable producció de Kuhlau (els seus números d'obra arriben a 127) és per a piano, i també va contribuir prolíficament al repertori de flauta. A Dinamarca la seva música vocal es veu enfosquida per la del seu contemporani, Weyse. No obstant això, Kuhlau va fer una important contribució a l'òpera o, més particularment, singspiel, encara que des que va abandonar Alemanya el 1810 quan tenia 24 anys per establir-se a Copenhaguen, potser caldria dir, syngespiel. Per al llibret, Kuhlau es va fixar en un poeta danès poc conegut, l'adaptació de Guntelberg de la Lulu, oder die Zauberflöte, de Christoph Martin Wieland i, per tant, no hi ha cap possibilitat de confondre amb les versions que porten el mateix nom d'Alban Berg o Mozart.
Lulu és del 1824 i, per tant, precedeix a El turó de les fades (Elverhøi) pel qual Kuhlau és probablement sobretot recordat com a compositor d'òpera. Les dues òperes van obtenir èxits de la mateixa manera que El castell dels lladres (Roverborgen), encara que altres, incloent L'arpa màgica (Trylleharpen, 1817) i la curiosament anomenada Trilling-bodrene de Damasc (Trilling-bodrene fra Damask, 1830) van ser fracassos.
El llibret de Güntelbergs va ser ofert primer a Weyse, però va declinar l'oferta. Per Kuhlau, la tasca significava una interrupció del seu treball normal i, per tant, una pèrdua d'ingressos dels editors. En una petició al rei li demanava una ampliació dels seus honoraris de 300 a 600 rigsdaler, "perquè la composició difícilment tindrà èxit si em veig obligat a bregar amb amargues dificultats financeres al mateix temps". Pel que sabem, la sol·licitud va ser acceptada, però al final Kuhlau va perdre diners en prendre a la feina, i va haver de pagar una traducció del llibret en alemany de la seva butxaca.
Després de l'estrena de Lulu, el públic es va dividir en els partidaris de Kuhlau i els de Weyse (l'òpera de Weyse Floribella es va estrenar a la mateixa època). Kuhlau va ser acusat pel seu col·lega de jugar el joc de Rossini -irònicament, perquè el mateix Kuhlau només uns anys abans havia comentat que Rossini "s'havia deixat anar en l'esperit impur i maligne".